# Virginie Déjazet

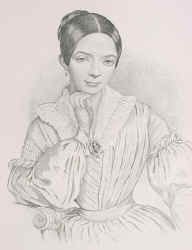
Virginie Déjazet, 1839

Pauline Virginie Déjazet (* 30. August 1798 in Paris; † 1. Dezember 1875 in Belleville) war eine französische Schauspielerin und Sängerin (Sopran).

## Leben
Déjazet stammte aus einer Handwerkerfamilie, ihr Vater Jean Déjazet war Schneider und ihre Mutter Charlotte Leconte Näherin. Sie war das jüngste Kind und hatte zwölf Geschwister. Bereits mit fünf Jahren trat sie 1803 am Théâtre des jeunes Éleves am Kapuzinerkloster auf und spielte dann mit Erfolg auf den Kindertheatern der Rue de Bondy und der Rue Dauphine. Déjazet trat in den Varietés in Knabenrollen auf, ebenso in Bordeaux und Lyon und unterrichtete 1821 im Gymnase die männlichen Schüler. 

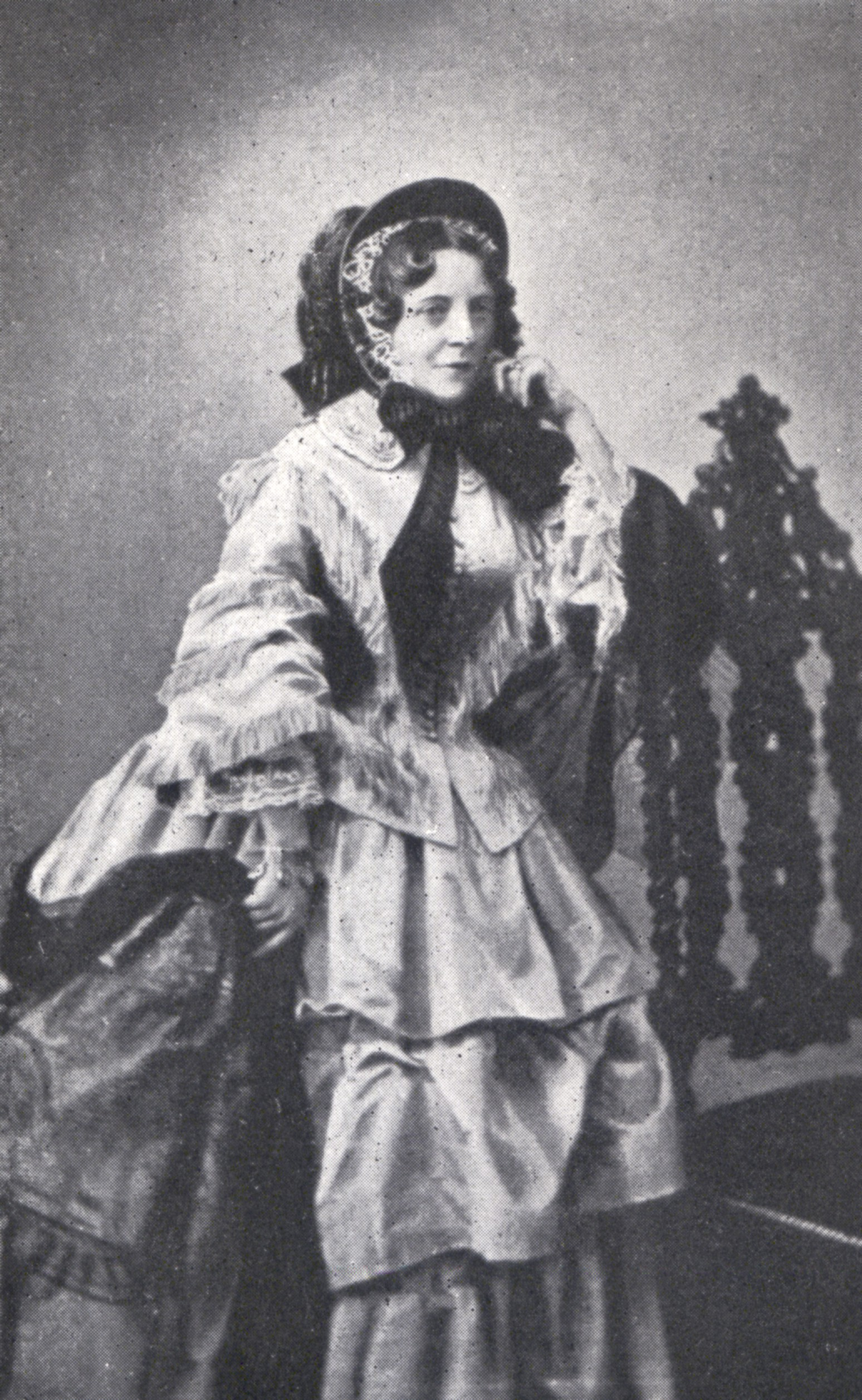
Pauline Virginie Déjazet, fotografiert von Louis Pierson (1818–1913), um 1855

Während der Restauration gehörte Déjazet zum Ensemble des Théâtre des Nouveautés und als sich die Lage nach der Julirevolution von 1830 wieder beruhigt hatte, wurde sie 1834 an das Théâtre du Palais-Royal engagiert, dem sie seinen schönsten Glanz verlieh. Von 1844 bis 1849 war sie Mitglied der Variétés, trat dann an verschiedenen Theatern von Paris, auch wiederholt in der Provinz und in London auf und übernahm 1859 die Direktion des Théâtre des Folies-Dramatiques, die sie in Théâtre Dramatiques (Heute Théâtre Déjazet) umtaufte.
1868 absolvierte Déjazet ihre Abschiedsvorstellung und 1869 erhielt sie von Napoléon III. eine Pension von 2.000 Francs jährlich.
1870 schloss sie sich dem Ensemble der Opéra-Comique an, als diese zu einer ausgedehntet Tournee nach Großbritannien aufbrachen und kehrte erst nach dem Deutsch-Französischen Krieg wieder nach Paris zurück. Sie hatte sich ins Privatleben zurückgezogen, bis sie 1874 60.000 Francs für eine Vorstellung doch noch einmal auftrat.
Virginie Déjazet starb am 1. Dezember 1875 in Belleville (19. Arrondissement) und fand ihre letzte Ruhestätte auf dem Friedhof Père-Lachaise (Div. 81).

## Rezeption
Außerordentliche Lebendigkeit, Witz, das Talent, entschiedene Zweideutigkeiten so sagen zu können, dass sie ihr verziehen wurden, und eine unbeschreibliche Schalkhaftigkeit in ihrem ganzen Wesen machten sie zu einem der glänzendsten Sterne der Pariser Bühne.
Karl Moritz von Beurmann sagte über sie: „Sie ist die Königin der Vaudevilles, die Grisette par excellence, die reizendste und liebenswürdigste Sünderin von Paris, die geistreichste und witzigste Salondame der Hauptstadt.“

## Rollen (Auswahl)
- Aimée – L’auberge ou les brigands sans le savoir (Théophile Marion Dumersan)
- Catherine – Le mariage impossible (Mélesville)
- Frédéric – L’audience du Prince (Auguste Anicet-Bourgeois)
- Sergeant Frédéric – Sergeant Frédéric (Philippe Dumanoir)
- Mlle d’Aubingé – Le marriage du Scarron (François Desfontaines)
- Fleurette – Les deux pères ou la leçon de botanique (Emmanuel Dupaty)
- Félix – Les petits braconniers ou les écoliers en vacances (Nicolas Brazier)

## Nachkommen
Déjazets Sohn Eugène Déjazet († 19. Februar 1880 in Paris) wurde durch eine Reihe von Operetten bekannt:
- Un mariage en l’air (1861),
- L’argent et l’amour (1863),
- Monsieur de Belle-Isle (1865)

Ihre Tochter Hermine († 18. Dezember 1877) wurde durch eine Komposition und als Sängerin bekannt.